# Peter Kelling
Peter Kelling († 4. Februar 2006 auf Mallorca) war ein deutscher Polizist, Sport- und Fußballfunktionär.
Peter Kelling war 40 Jahre Polizist bei der Hamburger Polizei, wo er zum Schluss den Dienstgrad eines Direktors bekleidete und Sprecher der Hamburger Polizei war. Neben seiner beruflichen Tätigkeit engagierte er sich ehrenamtlich. Der dem SC Victoria Hamburg angehörende Kelling gehörte seit 1982 dem Präsidium des Hamburger Sportbunds (HSB) an. Von 1982 bis 1992 und 1997 bis 2006 war er dort für Sonderaufgaben zuständig. Er gehörte diversen Kommissionen und Arbeitskreisen an, darunter:
- HSB-Strukturreform 2005/2006
- Vizepräsident des Hamburger Fußball-Verbands
- Sicherheitschef des Hamburger WM-Stadions
- Mitglied des Sicherheitsausschusses des Deutschen Fußball-Bunds
- Beirat des Norddeutschen Fußball-Verbands und des DFB

Kelling wollte nach einem ersten Herzinfarkt weniger Positionen ausfüllen, starb jedoch während eines Urlaubs auf Mallorca und hinterließ eine Frau und zwei Söhne.

## Werke
- Polizei und Medien. Pressearbeit der Polizei im Spannungsfeld zwischen journalistischer und polizeilicher Tätigkeit. Stuttgart/München/Hannover 1985 ISBN 3415011496 (gemeinsam mit Rainer Ohlsen)

| Personendaten    | Personendaten                          |
| ---------------- | -------------------------------------- |
| NAME             | Kelling, Peter                         |
| KURZBESCHREIBUNG | deutscher Polizist und Sportfunktionär |
| GEBURTSDATUM     | 20. Jahrhundert                        |
| STERBEDATUM      | 4. Februar 2006                        |
| STERBEORT        | Mallorca                               |